# Форт-Самнер (Нью-Мексико)
Форт-Самнер (англ. Fort Sumner) — деревня в штате Нью-Мексико (США). Административный центр округа Де-Бака. В 2010 году в деревне проживали 1031 человек.

## Географическое положение
По данным Бюро переписи населения США Форт-Самнер имеет площадь 8,66 квадратных километров.

## История
Деревня была названа в честь военного Эдвина Самнера и форта Самнера, построенного для защиты от индейцев в XIX веке. Он был закрыт в 1868 году. 14 июля 1881 года в Форт-Самнере был застрелен Пэтом Гаррэтом знаменитый на Диком Западе бандит Билли Кид.

## Население
| Год переписи | Нас. |  | %±     |
| ------------ | ---- |  | ------ |
| 1920         | 777  |  | —      |
| 1930         | 839  |  | 8%     |
| 1940         | 1669 |  | 98,9%  |
| 1950         | 1982 |  | 18,8%  |
| 1960         | 1809 |  | −8,7%  |
| 1970         | 1615 |  | −10,7% |
| 1980         | 1421 |  | −12%   |
| 1990         | 1269 |  | −10,7% |
| 2000         | 1249 |  | −1,6%  |
| 2010         | 1031 |  | −17,5% |
| 2016         | 915  |  | −11,3% |

По данным переписи 2010 года население Форт-Самнера составляло 1031 человек (из них 47,8 % мужчин и 52,2 % женщин), в городе было 489 домашних хозяйств и 276 семей. Расовый состав: белые — 82,9 %. 54,6 % имеют латиноамериканское происхождение.
Население города по возрастному диапазону по данным переписи 2010 года распределилось следующим образом: 22,5 % — жители младше 18 лет, 1,9 % — между 18 и 21 годами, 49,8 % — от 21 до 65 лет и 25,8 % — в возрасте 65 лет и старше. Средний возраст населения — 47,3 лет. На каждые 100 женщин в Форт-Самнере приходилось 91,6 мужчин, при этом на 100 совершеннолетних женщин приходилось уже 92,1 мужчин сопоставимого возраста.
Из 489 домашнего хозяйства 56,4 % представляли собой семьи: 39,1 % совместно проживающих супружеских пар (11,5 % с детьми младше 18 лет); 11,9 % — женщины, проживающие без мужей и 5,5 % — мужчины, проживающие без жён. 43,6 % не имели семьи. В среднем домашнее хозяйство ведут 2,09 человека, а средний размер семьи — 2,79 человека. В одиночестве проживали 40,1 % населения, 20,8 % составляли одинокие пожилые люди (старше 65 лет).

## Экономика
В 2016 году из 963 человек старше 16 лет имели работу 396. При этом мужчины имели медианный доход в 45 000 долларов США в год против 41 827 долларов среднегодового дохода у женщин. В 2016 году медианный доход на семью оценивался в 38 224 $, на домашнее хозяйство — в 27 600 $. Доход на душу населения — 27 587 $ в год. 9,0 % от всего числа семей в Форт-Самнере и 19,3 % от всей численности населения находилось на момент переписи за чертой бедности.